# Gabriel IV (patriarcha Konstantynopola)
Gabriel IV, gr. Γαβριήλ Δ΄ (zm. 29 czerwca 1785) – ekumeniczny patriarcha Konstantynopola w latach 1780–1785.

## Życiorys
Urodził się w Smyrnie. W 1780 został wybrany patriarchą Konstantynopola. Zmarł 29 czerwca 1785.